# 糸魚川中継局
糸魚川中継局（いといがわちゅうけいきょく）は、新潟県糸魚川市に置かれているテレビ放送とFMラジオ放送の中継局である。

## 中継局概要

### デジタルテレビ放送
| ID | 放送局名              | チャンネル 番号 | 空中線 電力 | ERP  | 偏波面   | 放送対象地域 | 放送区域 内世帯数 | 運用開始日     |
| -- | --------------------- | --------------- | ----------- | ---- | -------- | ------------ | ----------------- | -------------- |
| 1  | NHK 新潟総合          | 16              | 3W          | 8.1W | 水平偏波 | 新潟県       | -                 | 2007年 12月1日 |
| 2  | NHK 新潟教育          | 14              | 3W          | 8.1W | 水平偏波 | 全国         | -                 | 2007年 12月1日 |
| 4  | TeNY テレビ新潟放送網 | 25              | 3W          | 7.2W | 水平偏波 | 新潟県       | -                 | 2008年 10月1日 |
| 5  | UX 新潟テレビ21       | 31              | 3W          | 7.2W | 水平偏波 | 新潟県       | -                 | 2008年 10月1日 |
| 6  | BSN 新潟放送          | 18              | 3W          | 7.2W | 水平偏波 | 新潟県       | -                 | 2008年 10月1日 |
| 8  | NST NST新潟総合テレビ | 24              | 3W          | 7.2W | 水平偏波 | 新潟県       | -                 | 2008年 10月1日 |

- 所在地： 糸魚川市一ノ宮（三角山）[2][3][4][5][6]
- 放送区域： 糸魚川市の一部[7][4][6]
- 2007年9月28日に予備免許が交付され[8][2]、NHKは11月30日に本免許が交付され[3]、12月1日に本放送を開始[1]、民放局は2008年10月1日に本免許が交付され[5]、同日本放送を開始した[1]。

### アナログテレビ放送
| チャンネル 番号 | 放送局名              | 空中線 電力       | ERP                | 偏波面   | 放送対象地域 | 放送区域 内世帯数 | 運用開始日      |
| --------------- | --------------------- | ----------------- | ------------------ | -------- | ------------ | ----------------- | --------------- |
| 4               | NHK 新潟総合          | 映像30W/ 音声7.5W | 映像70W/ 音声17.5W | 水平偏波 | 新潟県       | 9789世帯          | 1962年 12月28日 |
| 6               | BSN 新潟放送          | 映像30W/ 音声7.5W | 映像70W/ 音声17.5W | 水平偏波 | 新潟県       | 9789世帯          | 1962年 12月30日 |
| 9               | NHK 新潟教育          | 映像30W/ 音声7.5W | 映像72W/ 音声18W   | 水平偏波 | 全国         | 9789世帯          | 1962年 12月28日 |
| 27              | TeNY テレビ新潟放送網 | 映像30W/ 音声7.5W | 映像85W/ 音声21W   | 水平偏波 | 新潟県       | 9789世帯          | 1981年 5月22日  |
| 33              | NST 新潟総合テレビ    | 映像30W/ 音声7.5W | 映像105W/ 音声26W  | 水平偏波 | 新潟県       | 9789世帯          | 1975年 11月8日  |
| 37              | UX 新潟テレビ21       | 映像30W/ 音声7.5W | 映像105W/ 音声26W  | 水平偏波 | 新潟県       | 9789世帯          | -               |

- 所在地： デジタルテレビ放送に同じ
- 2011年7月24日をもってすべて廃止された。

### FMラジオ放送
| 周波数 （MHz） | 放送局名                      | 空中線 電力 | ERP | 偏波面   | 放送対象地域 | 放送区域 内世帯数 | 運用開始日    |
| -------------- | ----------------------------- | ----------- | --- | -------- | ------------ | ----------------- | ------------- |
| 79.2           | FM-NIIGATA エフエムラジオ新潟 | 100W        | 93W | 水平偏波 | 新潟県       | -                 | 1997年1月15日 |
| 85.1           | NHK 新潟FM放送                | 100W        | 93W | 水平偏波 | 新潟県       | -                 | 1969年8月27日 |
| 94.8           | 新潟放送                      | 100W        |     |          | 新潟県       |                   |               |

- 所在地： デジタルテレビ放送に同じ